# 자유 시장

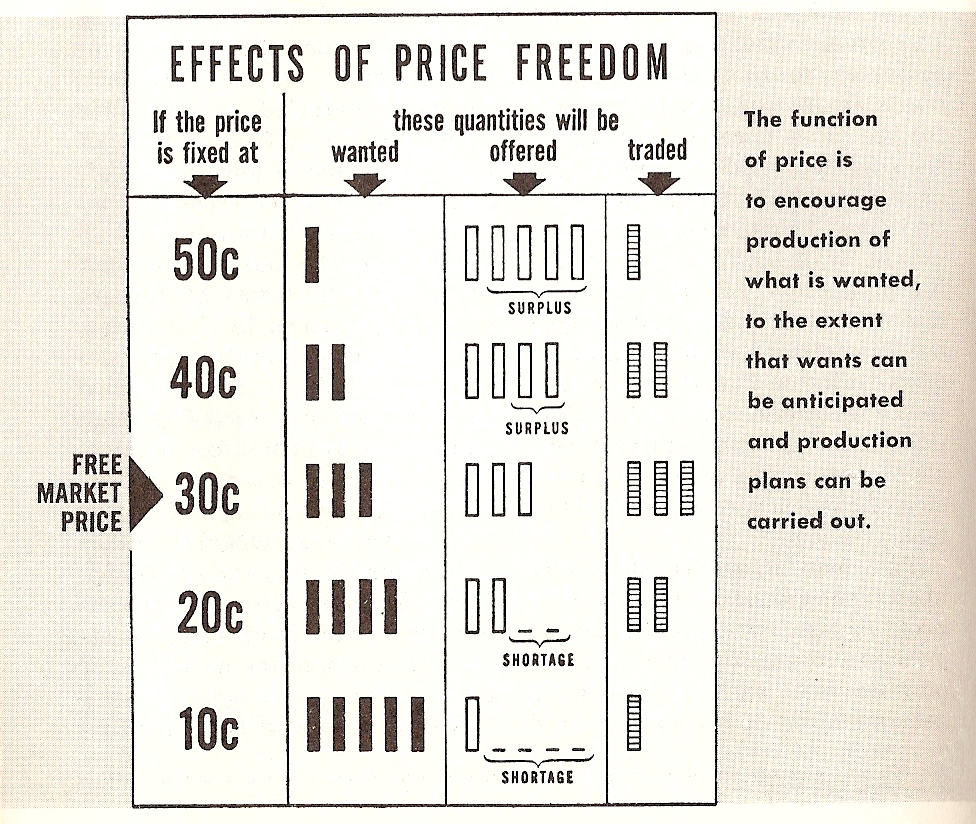

자유 시장(自由市場, free market)은 모든 거래가 정부와 권력에 의한 강제로 실시되는 것이 아니라 자발적으로 거래하는 시장을 의미한다.
역사적으로 자유 시장은 다른 경제 정책들과 동의어로 사용되고 있다. 예를 들어 자유방임주의적 자본주의의 지지자들은 자유 시장을 자유 시장 자본주의로 취급하기도 하는데 그 이유는 가장 경제적인 자유를 달성한다고 보기 때문이다.

## 같이 보기
- 정실 자본주의
- 경제적 자유주의
- 그레이마켓
- 시장 경제
- 신자유주의
- 사회주의
- 가격 투명성